# Ekwador na Letnich Igrzyskach Olimpijskich 2012
Ekwador na Letnich Igrzyskach Olimpijskich 2012, które odbyły się w Londynie, reprezentowało 36 zawodników. Nie zdobyli oni żadnego medalu.
Był to trzynasty start reprezentacji Ekwadoru na letnich igrzyskach olimpijskich.

## Reprezentanci

### Boks
Mężczyźni
| Zawodnik       | Konkurencja | 1/16                | 1/8                 | Ćwierćfinał      | Półfinał         | Finał            | Finał   |    |
| Zawodnik       | Konkurencja | Przeciwnik Wynik    | Przeciwnik Wynik    | Przeciwnik Wynik | Przeciwnik Wynik | Przeciwnik Wynik | Miejsce |    |
| -------------- | ----------- | ------------------- | ------------------- | ---------------- | ---------------- | ---------------- | ------- | -- |
| Carlos Quipo   | 49 kg       | de la Nieve W 14-11 | Pongprayoon P 6-10  | NQ               | NQ               | NQ               | NQ      |    |
| Anderson Rojas | 64 kg       | Rahmonow P 10-16    | NQ                  | NQ               | NQ               | NQ               | NQ      |    |
| Carlos Sánchez | 69 kg       | Nolan P 8-14        | NQ                  | NQ               | NQ               | NQ               | NQ      |    |
| Marlo Delgado  | 75 kg       | Drenovak P 12-13    | NQ                  | NQ               | NQ               | NQ               | NQ      |    |
| Carlos Góngora | 81 kg       | Huseynli W 9-8      | Nijazymbetow P 5-13 | NQ               | NQ               | NQ               | NQ      | NQ |
| Julio Castillo | 91 kg       | BYE                 | Karniejeu P 12-21   | NQ               | NQ               | NQ               | NQ      |    |
| Ítalo Perea    | +91 kg      | BYE                 | Cammarelle P 10-18  | NQ               | NQ               | NQ               | NQ      |    |

### Jeździectwo

#### WKKW
| Zawodnik      | Koń         | Konkurencja   | Ujeżdżenie | Ujeżdżenie | Cross-country | Cross-country | Skoki        | Skoki        | Skoki | Skoki   | Łącznie | Łącznie |
| Zawodnik      | Koń         | Konkurencja   | Ujeżdżenie | Ujeżdżenie | Cross-country | Cross-country | Kwalifikacje | Kwalifikacje | Finał | Finał   | Łącznie | Łącznie |
| Zawodnik      | Koń         | Konkurencja   | Kary       | Miejsce    | Kary          | Miejsce       | Kary         | Miejsce      | Kary  | Miejsce | Kary    | Miejsce |
| ------------- | ----------- | ------------- | ---------- | ---------- | ------------- | ------------- | ------------ | ------------ | ----- | ------- | ------- | ------- |
| Ronald Zabala | Master Rose | indywidualnie | 53.30      | 46.        | 36.00         | 48.           | 7.00         | 43.          | NQ    | NQ      | 96.30   | 43.     |

### Judo
Kobiety
| Zawodniczka      | Konkurencja | 1/16                | 1/8                 | Ćwierćfinał         | Półfinał            | Repasaże            | O 3. miejsce        | Finał               | Finał   |
| Zawodniczka      | Konkurencja | Przeciwniczka Wynik | Przeciwniczka Wynik | Przeciwniczka Wynik | Przeciwniczka Wynik | Przeciwniczka Wynik | Przeciwniczka Wynik | Przeciwniczka Wynik | Pozycja |
| ---------------- | ----------- | ------------------- | ------------------- | ------------------- | ------------------- | ------------------- | ------------------- | ------------------- | ------- |
| Estefania García | −63 kg      | BYE                 | Žolnir P 0001-1000  | NQ                  | NQ                  | NQ                  | NQ                  | NQ                  | NQ      |

### Kajakarstwo

#### Kajakarstwo klasyczne
Mężczyźni
| Zawodnik        | Konkurencje | Eliminacje | Eliminacje | Półfinał | Półfinał | Finał  | Finał   |
| Zawodnik        | Konkurencje | Czas       | Miejsce    | Czas     | Miejsce  | Czas   | Miejsce |
| --------------- | ----------- | ---------- | ---------- | -------- | -------- | ------ | ------- |
| César de Cesare | K-1 200 m   | 36.181     | 5.         | 36.975   | 4. FB    | 38.075 | 12.     |

### Kolarstwo

#### Kolarstwo BMX
| Zawodnicy    | Konkurencja | Eliminacje | Eliminacje | Ćwierćfinał | Ćwierćfinał | Półfinał | Półfinał | Finał | Finał   |
| Zawodnicy    | Konkurencja | Wynik      | Miejsce    | Wynik       | Miejsce     | Wynik    | Miejsce  | Wynik | Miejsce |
| ------------ | ----------- | ---------- | ---------- | ----------- | ----------- | -------- | -------- | ----- | ------- |
| Emilio Falla | Mężczyźni   | 39.737     | 24.        | 23 pkt.     | 21.         | NQ       | NQ       | NQ    | NQ      |

#### Kolarstwo szosowe
Mężczyźni
| Zawodnik    | Konkurencja                | Czas | Pozycja |
| ----------- | -------------------------- | ---- | ------- |
| Byron Guama | Wyścig ze startu wspólnego | OTL  | OTL     |

### Lekkoatletyka
Mężczyźni
| Zawodnik         | Konkurencja      | Eliminacje | Eliminacje | Ćwierćfinał | Ćwierćfinał | Półfinał | Półfinał | Finał   | Finał   |
| Zawodnik         | Konkurencja      | Wynik      | Miejsce    | Wynik       | Miejsce     | Wynik    | Miejsce  | Wynik   | Miejsce |
| ---------------- | ---------------- | ---------- | ---------- | ----------- | ----------- | -------- | -------- | ------- | ------- |
| Alex Quiñónez    | bieg na 200 m    | 20.28      | 1.         | —           | —           | 20.37    | 3.       | 20.57   | 7.      |
| Byron Piedra     | bieg na 10 000 m | —          | —          | —           | —           | —        | —        | DNF     | DNF     |
| Miguel Almachi   | maraton          | —          | —          | —           | —           | —        | —        | 2:19:53 | 50.     |
| Mauricio Arteaga | chód na 20 km    | —          | —          | —           | —           | —        | —        | 1:25:51 | 44.     |
| Andrés Chocho    | chód na 50 km    | —          | —          | —           | —           | —        | —        | DSQ     | DSQ     |
| Xavier Moreno    | chód na 50 km    | —          | —          | —           | —           | —        | —        | 4:09:23 | 47.     |

| Zawodnik       | Konkurencja | Kwalifikacje | Kwalifikacje | Finał | Finał   |
| Zawodnik       | Konkurencja | Wynik        | Miejsce      | Wynik | Miejsce |
| -------------- | ----------- | ------------ | ------------ | ----- | ------- |
| Diego Ferrín   | skok wzwyż  | 2.21         | 21.          | NQ    | NQ      |
| Adrian Sornoza | trójskok    | 16.04        | 25.          | NQ    | NQ      |

Kobiety
| Zawodniczka    | Konkurencja                | Eliminacje | Eliminacje | Ćwierćfinał | Ćwierćfinał | Półfinał | Półfinał | Finał   | Finał   |
| Zawodniczka    | Konkurencja                | Wynik      | Miejsce    | Wynik       | Miejsce     | Wynik    | Miejsce  | Wynik   | Miejsce |
| -------------- | -------------------------- | ---------- | ---------- | ----------- | ----------- | -------- | -------- | ------- | ------- |
| Ericka Chávez  | bieg na 200 m              | 23.70      | 7.         | —           | —           | NQ       | NQ       | NQ      | NQ      |
| Lucy Jaramillo | bieg na 400 m przez płotki | 57.74      | 7.         | —           | —           | NQ       | NQ       | NQ      | NQ      |
| Rosa Chacha    | maraton                    | —          | —          | —           | —           | —        | —        | 2:40:57 | 83.     |
| Yadira Guamán  | chód na 20 km              | —          | —          | —           | —           | —        | —        | 1:34:47 | 40.     |
| Paola Pérez    | chód na 20 km              | —          | —          | —           | —           | —        | —        | 1:37:05 | 51.     |

### Pływanie
Mężczyźni
| Zawodnik                 | Konkurencja               | Eliminacje | Eliminacje | Półfinał | Półfinał | Finał     | Finał   |
| Zawodnik                 | Konkurencja               | Czas       | Miejsce    | Czas     | Miejsce  | Czas      | Miejsce |
| ------------------------ | ------------------------- | ---------- | ---------- | -------- | -------- | --------- | ------- |
| Esteban Enderica Salgado | 400m zmiennym             | 4:24.32    | 30.        | —        | —        | NQ        | NQ      |
| Ivan Enderica Ochoa      | 10 km na otwartym akwenie | —          | —          | —        | —        | 1:52:28.6 | 21.     |

Kobiety
| Zawodniczka              | Konkurencja    | Eliminacje | Eliminacje | Półfinał | Półfinał | Finał | Finał   |
| Zawodniczka              | Konkurencja    | Czas       | Miejsce    | Czas     | Miejsce  | Czas  | Miejsce |
| ------------------------ | -------------- | ---------- | ---------- | -------- | -------- | ----- | ------- |
| Samantha Arevalo Salinas | 800 m dowolnym | 8:49.21    | 29.        | —        | —        | NQ    | NQ      |

### Podnoszenie ciężarów
Mężczyźni
| Zawodnik     | Konkurencja | Rwanie | Rwanie  | Podrzut | Podrzut | Razem | Pozycja |
| Zawodnik     | Konkurencja | Wynik  | Pozycja | Wynik   | Pozycja | Razem | Pozycja |
| ------------ | ----------- | ------ | ------- | ------- | ------- | ----- | ------- |
| Jorge Arroyo | Do 105 kg   | 185    | 3.      | 200     | 11.     | 385   | 8.      |

Kobiety
| Zawodniczka       | Konkurencja | Rwanie | Rwanie  | Podrzut | Podrzut | Razem | Pozycja |
| Zawodniczka       | Konkurencja | Wynik  | Pozycja | Wynik   | Pozycja | Razem | Pozycja |
| ----------------- | ----------- | ------ | ------- | ------- | ------- | ----- | ------- |
| Alexandra Escobar | Do 58 kg    | 103    | 4.      | 123     | 10.     | 226   | 9.      |
| Rosa Tenorio      | Do 69 kg    | 95     | 12.     | 115     | 11.     | 210   | 11.     |
| Seledina Nieves   | Ponad 75 kg | 117    | 8.      | 138     | 9.      | 255   | 8.      |

### Strzelectwo
Kobiety
| Zawodniczka   | Konkurencja               | Kwalifikacje | Kwalifikacje | Finał  | Finał   |
| Zawodniczka   | Konkurencja               | Punkty       | Miejsce      | Punkty | Miejsce |
| ------------- | ------------------------- | ------------ | ------------ | ------ | ------- |
| Sofía Padilla | karabin pneumatyczny 10 m | 386          | 53.          | NQ     | NQ      |

### Triathlon
| Zawodnicy       | Konkurencja | Pływanie (1,5 km) | Zmiana 1 | Jazda na rowerze (40 km) | Zmiana 2 | Bieg (10 km) | Czas    | Pozycja |
| --------------- | ----------- | ----------------- | -------- | ------------------------ | -------- | ------------ | ------- | ------- |
| Elizabeth Bravo | Kobiety     | 19:50             | 0:42     | 1:10:44                  | 0:32     | 38:12        | 2:10:00 | 49.     |

### Zapasy
Mężczyźni
Styl klasyczny
| Zawodnik       | Konkurencja | Kwalifikacje     | 1/8               | Ćwierćfinał      | Półfinał         | Repasaż 1        | Repasaż 2        | Finał            | Finał   |
| Zawodnik       | Konkurencja | Przeciwnik Wynik | Przeciwnik Wynik  | Przeciwnik Wynik | Przeciwnik Wynik | Przeciwnik Wynik | Przeciwnik Wynik | Przeciwnik Wynik | Miejsce |
| -------------- | ----------- | ---------------- | ----------------- | ---------------- | ---------------- | ---------------- | ---------------- | ---------------- | ------- |
| Vicente Huacon | Do 66 kg    | BYE              | El-Gharably P 1-3 | NQ               | NQ               | NQ               | NQ               | NQ               | NQ      |

Kobiety
| Zawodniczka    | Konkurencja | Kwalifikacje        | 1/8                 | Ćwierćfinał         | Półfinał            | Repasaż 1           | Repasaż 2           | Finał               | Finał   |
| Zawodniczka    | Konkurencja | Przeciwniczka Wynik | Przeciwniczka Wynik | Przeciwniczka Wynik | Przeciwniczka Wynik | Przeciwniczka Wynik | Przeciwniczka Wynik | Przeciwniczka Wynik | Miejsce |
| -------------- | ----------- | ------------------- | ------------------- | ------------------- | ------------------- | ------------------- | ------------------- | ------------------- | ------- |
| Lissette Antes | Do 55 kg    | BYE                 | Butkiewicz W 3-1    | Rentería P 1-3      | NQ                  | NQ                  | NQ                  | NQ                  | NQ      |